# Ardashir I Papagan
Ardashir I Papakan (persiska: اردشیر پاپکان) styrde Pars 226-241 (Artaxerxes på grekiska) och var grundaren av det Sassanidiska riket. Han var en persisk kung enligt nationaleposet shahnameh. 
Ardashir I var född i satrapin Pars, en del av dåvarande Partherriket. Vid fadern Papaks död tillträdde hans bror tronen för satrapin. Men Ardashir I revolterade och omkullkastade sin broder från tronen och övertog själv makten år 208. Detta var början på hans erövringståg som slutade med att han besegrade storkungen Artabanus V och utropade sig själv Šāhānšāh.
Ardashir införde zoroastrismen som statsreligion i sitt rike.